# Osiedle Orzeszkowej-Reymonta
Osiedle Orzeszkowej-Reymonta – jedna z szesnastu dzielnic (jednostek), na jakie podzielone jest miasto Zamość. Ciągnie się od centrum po północną granicę miasta. Jej zachodnia granica to rzeka Łabuńka, a wschodnia to jedne z głównych ulic miasta: J. Piłsudskiego i Lubelska.
Większość zabudowy to bloki wielorodzinne:
- osiedle Orzeszkowej – ulice: Ciepła, Oboźna, E. Orzeszkowej, J. Piłsudskiego, Sadowa
- osiedle Wiejska – ulice: J. Piłsudskiego, Wąska, Wiejska, Wspólna

Zabudowa jednorodzinna skupia się głównie na północ od osiedla Wiejska, między ulicami S. Maczka i Lubelską, i tworzy:
- osiedle Reymonta.

Przebiega tędy również inna, główna ulica miasta, al. 1 Maja - fragment obwodnicy zachodniej Zamościa (droga krajowa nr 74).
W granicach dzielnicy funkcjonuje jedna szkoła podstawowa (nr 3), dwie szkoły ponadpodstawowe (publiczne Technikum Budowlane oraz niepubliczna szkoła zawodowa).

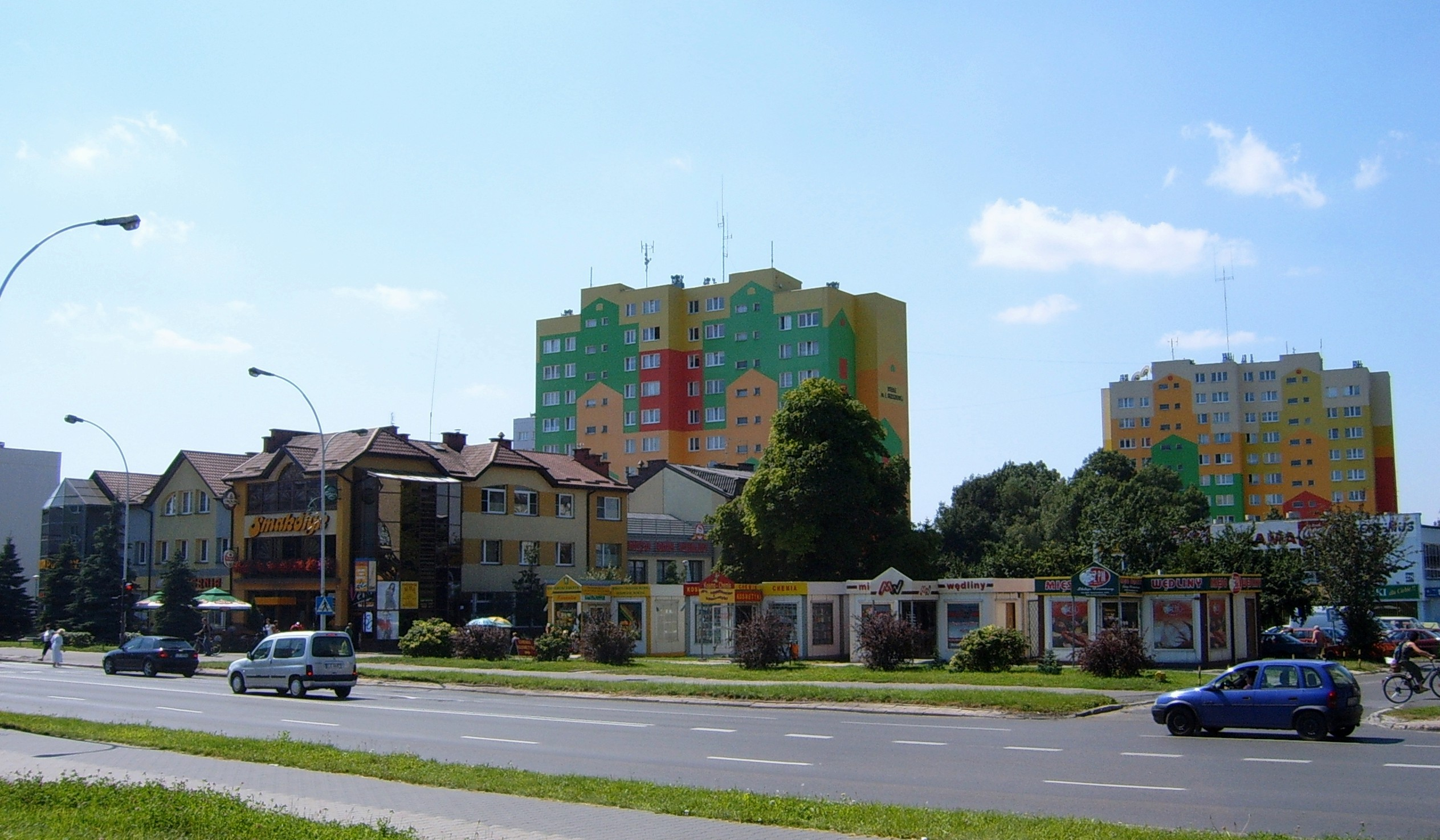
Osiedle Orzeszkowej (widok od strony ul. J. Piłsudskiego)

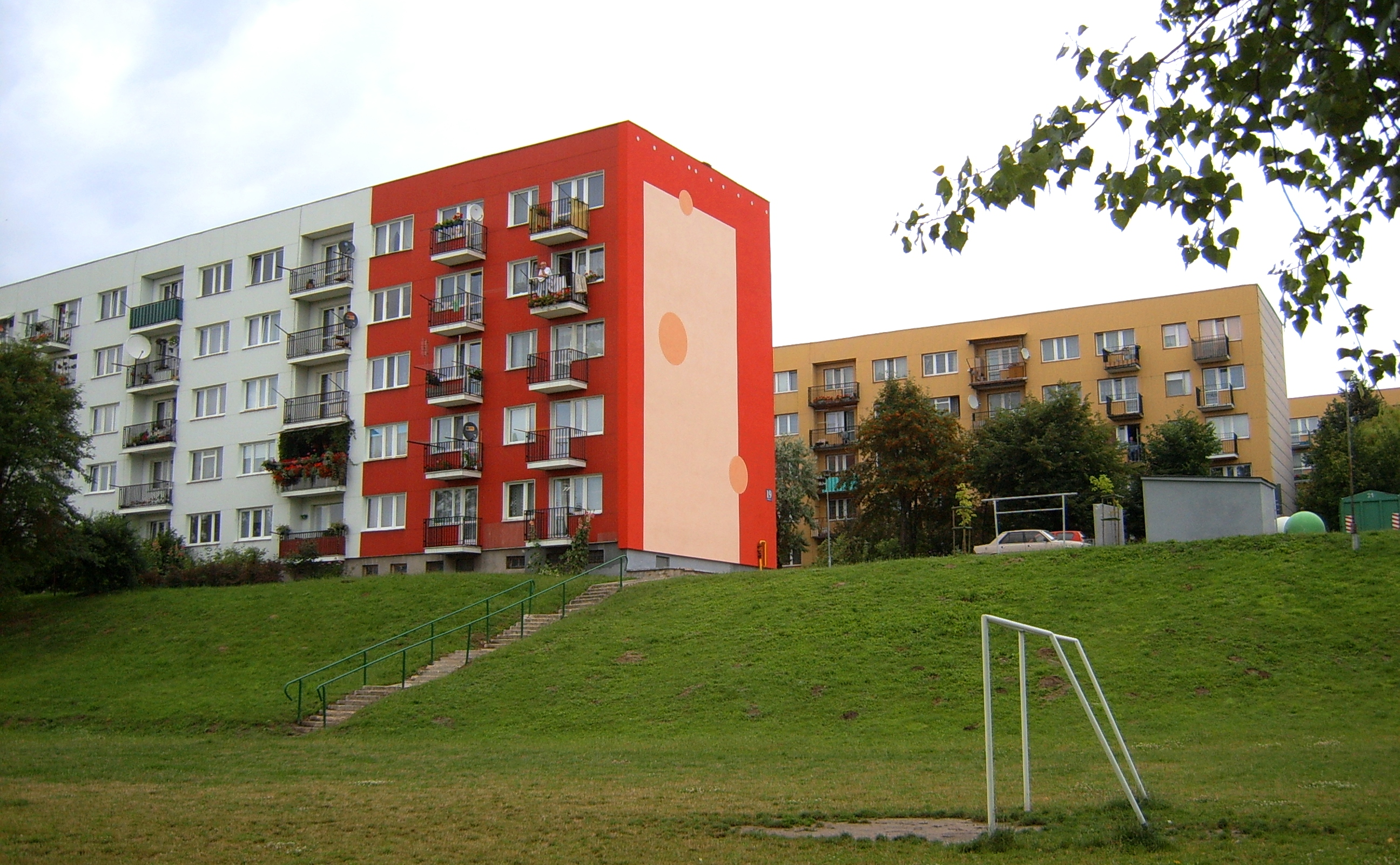
Osiedle Orzeszkowej (bloki przy ul. Oboźnej)

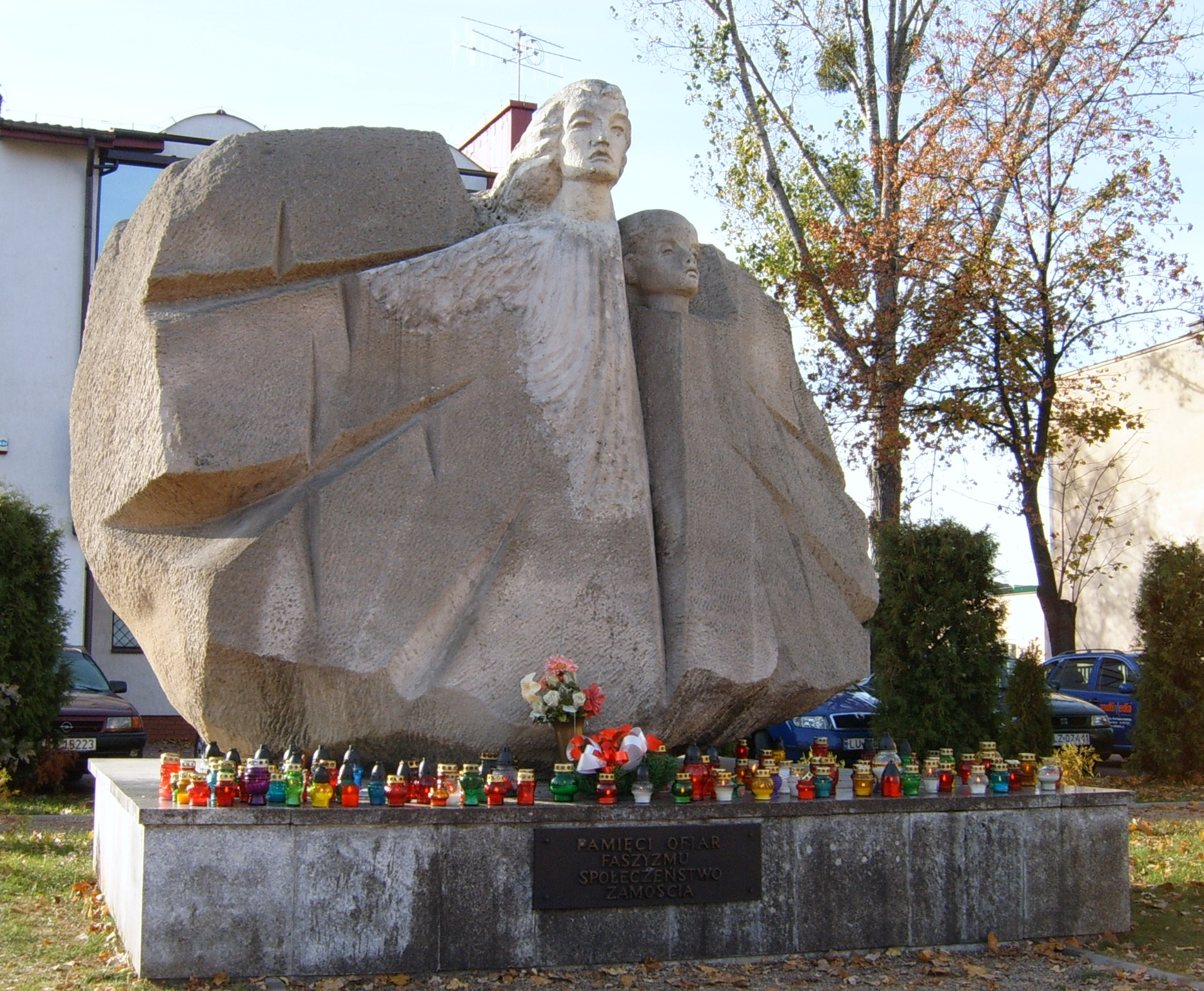
Pomnik Pamięci Ofiar Faszyzmu "Anioł Śmierci"

Najbliższy kościół rzymskokatolicki, pw. św. Michała Archanioła, leży przy wschodniej granicy, w obrębie sąsiedniego Osiedla Kilińskiego (przy ul. J. Piłsudskiego).
Dostępnych jest tu kilka marketów (Biedronka, Lidl, PSS Społem "Lux"), DH Łukasz oraz większe CH HopStop Sadowa (przy ul. Sadowej gdzie do 2013 r. mieściła się baza zamojskiego PKSu). We wschodniej części osiedla Orzeszkowej działa także niewielkie targowisko (między ulicami E. Orzeszkowej i J. Piłsudskiego). 
Przy głównych ulicach, J. Piłsudskiego i Lubelskiej, mieści się też wiele obiektów usługowych (m.in. banki, sklepy różnych branż, bary). Wśród innych, ważniejszych obiektów w granicach tej dzielnicy znajduje się baza Miejskiego Zakładu Komunikacji (ul. Lipowa/ul. S. Maczka) i Zakład Karny (ul. S. Okrzei).
W miejscu obecnego zakładu karnego, podczas II wojny światowej hitlerowscy okupanci utworzyli obóz jeńców radzieckich, w późniejszym czasie przeznaczony głównie dla ludności wysiedlanej z Zamojszczyzny (Obóz przesiedleńczy w Zamościu), w celu utworzenia na jej terenie Niemieckiego Okręgu Przesiedleńczego.
Planowano zmienić nazwę Zamościa na Himmlerstadt lub Pflugstadt. 
Podczas wysiedleń w 1942 i 1943 roku wypędzaną ludność przetrzymywano w obozie, gdzie dokonywano jej selekcji, po której przetransportowywano poszczególne grupy do konkretnych miejsc, m.in. na roboty do Niemiec, do obozów zagłady. Wśród tej ludności szczególnie tragiczny los spotkał dzieci, spośród których część również trafiła do ówczesnej Rzeszy, a pozostałe do obozów (Dzieci Zamojszczyzny). W pobliżu tego miejsca znajduje się pomnik Pamięci Ofiar Faszyzmu Anioł Śmierci, upamiętniający ten ważny fragment historii Zamościa.
W pobliżu Łabuńki (zachodnia część Os. Orzeszkowej) dostępny jest popularny skate park. Wzdłuż niej (prawy brzeg) biegnie Bulwar Loughborough - Miast Partnerskich Zamościa. Przy niektórych ulicach są chodniki pieszo-rowerowe (Oboźna, E. Orzeszkowej, al. 1 Maja), podobny stanowi wspomniany bulwar.
Część tego osiedla w rejonie ul. W. Reymonta w 1918 roku włączono do miasta jako Piaski.